# Campeonato Paulista de Futebol de 2004 - Série A3
O Campeonato Paulista de Futebol de 2004 - Série A3 foi a 51.ª edição da competição de futebol de São Paulo, equivaleu ao terceiro nível do futebol do estado. O Sertãozinho conquistou o título da edição após vencer a decisão contra o Mirassol por 3 a 0.

## Participantes
| - Barretos (Barretos) - ECO (Osasco) - Guaratinguetá (Guaratinguetá) - Independente (Limeira) - Inter de Bebedouro (Bebedouro) - Jaboticabal (Jaboticabal) - Mauaense (Mauá) - Mirassol (Mirassol) | - Noroeste (Bauru) - Palmeiras B (São Paulo) - Primavera (Indaiatuba) - Rio Claro (Rio Claro) - Sãocarlense (São Carlos) - Sertãozinho (Sertãozinho) - XV de Jaú (Jaú) - XV de Piracicaba (Piracicaba) |